# Rūdsar (kommunhuvudort i Iran)
Rūdsar (persiska: رودسر) är en kommunhuvudort i Iran.   Den ligger i provinsen Gilan, i den norra delen av landet, 190 km nordväst om huvudstaden Teheran. Antalet invånare är 47 502.
Terrängen runt Rūdsar är platt. Runt Rūdsar är det ganska tätbefolkat, med 134 invånare per kvadratkilometer. Närmaste större samhälle är Langarud, 13,6 km nordväst om Rūdsar. Trakten runt Rūdsar består till största delen av jordbruksmark.